# Günther Reinert
 Günther Reinert (* 2. Januar 1928 in Saarbrücken; † 20. Juli 1979 in Trier) war ein deutscher Psychologe.

## Akademische Laufbahn
Von 1949 bis 1954 absolvierte Reinert ein Studium der Philosophie und Theologie an der Theologischen Fakultät Trier und der Universität Freiburg im Breisgau. 1952 nahm er außerdem ein Psychologiestudium in Freiburg auf, das er 1955 abschloss. In den folgenden 15 Jahren war er als Forschungsstipendiat und wissenschaftlicher Assistent an den Universitäten Freiburg, Saarbrücken und Mannheim beschäftigt (Promotion: 1958). 1970 wurde er  auf einen der beiden Psychologie-Lehrstühle der neu gegründeten Universität Trier berufen, wo er bis zu seinem Tod 1979 als Psychologieprofessor tätig war.

## Forschungsschwerpunkte
Reinerts  Arbeitsschwerpunkte lagen insbesondere im Bereich der Entwicklungspsychologie, wo er maßgeblich an frühen Forschungen zur Entwicklungspsychologie der Lebensspanne beteiligt war und sich um eine Übertragung der gewonnenen Erkenntnisse auf Anwendungsfächer wie klinische und pädagogische Psychologie bemühte.
Neben Arbeiten zur Wissenschaftspsychologie und zu Problemen und Entwicklungen in Partnerschaft und Ehe, war Reinert auch als Wissenschaftshistoriker tätig. Er setzte sich zunächst mit den philosophischen Wurzeln und ideengeschichtlichen Ausformungen des Entwicklungsbegriffs auseinander, in späteren Arbeiten fokussierte er sich auf die Geschichte des Faches Psychologie, insbesondere auf die Auswirkungen politischer Einflussnahme auf die Fachentwicklung (z. B. das Schicksal der während der NS-Herrschaft zur Emigration gezwungenen Forscher).

## Fachentwicklung
Günther Reinert bemühte sich intensiv um die Etablierung des Faches Psychologie in der Bundesrepublik Deutschland. Er wirkte im Vorstand der DGPs mit, engagierte sich als Politikberater und hatte großen Anteil an institutionellen Aufbauleistungen: Er war mitverantwortlich für Konzeption und Einrichtung (im Jahr 1965) des Sondersammelgebiets Psychologie an der Saarländischen Universitäts- und Landesbibliothek in Saarbrücken mit, und baute ab 1971 an der Universität Trier die Zentralstelle für Psychologische Information und Dokumentation (heute: Leibniz-Institut für Psychologie (ZPID)) auf, deren Leitung er bis 1979 innehatte.